# Piper rubronodosum
Piper rubronodosum är en pepparväxtart som beskrevs av Nichols.. Piper rubronodosum ingår i släktet Piper och familjen pepparväxter. Inga underarter finns listade i Catalogue of Life.